# Filo de Biblos
Filo de Biblos (também conhecido como Herênio Filão; em latim: Herennius Philon; c. 64 - 141 d.C.) foi um autor antigo de obras gramaticais, léxicas e históricas em grego antigo. É célebre por sua história fenícia, reunida a partir dos escritos de Sanconíaton.

## Biografia
Filo nasceu no primeiro século d.C., e viveu durante o reinado do imperador romano Adriano, sobre quem escreveu uma biografia, já perdida. Seu outro nome, "Herênio", sugere que ele seria um cliente do cônsul sufecto Herênio Severo (Herennius Severus), através do qual Filo poderia ter obtido o status de cidadão romano.

## Obras
Filo escreveu um dicionário de sinônimos, uma coletânea de autores científicos e de suas obras, organizadas por categoria, um catálogo de cidades e seus cidadãos famosos, e uma Vita do imperador Adriano. Algumas de suas obras são conhecidas apenas por seus títulos; outros sobreviveram apenas em citações fragmentárias, feitas por autores cristãos. Entre algumas destas obras estão:
- Sobre a Aquisição e Escolha de Livros
- Sobre as Cidades e seus Homens Famosos, epitomizado pelo gramático Élio Sereno, e uma das principais principais fontes usadas por Hesíquio e Estêvão de Bizâncio
- Sobre os Sinônimos, do qual existe uma epítome de Amônio Gramático

É mais conhecido por sua tradução da história fenícia de Sanconíaton, que teria vivido antes da Guerra de Troia. Fragmentos significativos da obra foram preservados, principalmente por Eusébio de Cesareia em sua Praeparatio evangelica (i.9; iv.16), e mostram uma versão evemerística da teologia e mitologia fenícia, representada como se fosse traduzida do original fenício. Já se especulou que Sanconíaton seria um personagem imaginário, cujo nome teria sido formado a partir do deus fenício Sanco (Sanchon).
A História Fenícia de Filo, em grego, foi citada de maneira tão ampla por Eusébio de Cesareia em sua obra Praeparatio evangelica, do século IV, que os fragmentos foram reunidos e traduzidos. As citações de Eusébio, no entanto, frequentemente seguem uma pauta cristã, contrária às intenções originais de Filo; as fontes da religião fenícia são citadas apenas como forma de desmerecê-las. As passagens de Filo mostram uma mistura confusa dos cultos e crenças fenícias com a mitologia grega, crenças zoroastrianas e do Antigo Egito relacionadas ao deus com cabeça de íbis, Toth, que na obra de Filo é chamado de Taautos ou Tauthos. A divindade recebe, na descrição de Filo, características que eram usadas como argumento na cristologia do século IV: "eterno, não-concebido, indivisível". Alusões ao culto à serpente misturado ao culto de Toth também estão presentes na obra.
De acordo com Eusébio, Filo teria descoberto escritos mitológicos secretos dos antigos fenícios, reunidos por este autor fenício, Sanconíaton, que, de acordo com Eusébio/Filo, teria transcrito este conhecimento críptico dos pilares dos templos de Biblos. Filo também traduziu todas (ou algumas) partes da obra em sua História Fenícia. De acordo com Porfírio, Sanconíaton também teria escrito uma história dos judeus, com base em informações derivadas de Hierombal (Jeruba'al), sacerdote do deus Jevo, e o dedicou a Abelbal ou Abibal, rei de Berito (Berytus, atual Beirute).
A ordem dos deuses e sua genealogia entre os fenícios, tal como mostrada a partir dos fragmentos citados por Filo, foram por muito tempo reconhecidas como estando de acordo com o esquema geral da Teogonia de Hesíodo. Os nomes das divindades das tabuletas cuneiformes de Ugarite (atual Ras Shamra, na Síria) seguem padrões semelhantes, como mostram comparações com as tabelas genealógicas de Sanconíaton.